# ロサンゼルス市消防局
ロサンゼルス市消防局（ロサンゼルスししょうぼうきょく、Los Angeles Fire Department 略称：LAFD または LA City Fire）は、アメリカ合衆国カリフォルニア州のロサンゼルス市が設置する市消防機関である。
正式名に市を示す「City」が含めれていないためロサンゼルス消防局と訳されることもある。ロサンゼルス市内で救急、火災原因調査、防火、消防、危険物処理を行う。
なお、ロサンゼルス郡が設置するロサンゼルス郡消防局とは別の機関である。

## 沿革
1871年9月にロサンゼルス郡の郡書記官ジョージM.フォールが第1ポンプ隊を設立した。当時は消防団であった。1974年にポンプを牽引するための馬の購入をロサンゼルス市議会に請願したが、否決されたため消防団は解散された。1875年5月は組織が再編成され、第2ポンプ隊が設立され、2つの消防隊体制となった。1938年に「フックアンドラダー」と呼ばれるはしご車を購入するものの、消防団のニーズに適応していなかったため、ウィルミントン市に売却された。1876年には別のはしご車を購入し、1881年まで使用された。
1878年には3つめの消防隊が組織され、第1パークホース小隊（Park Hose Co. No. 1）と呼ばれた。その後、第2イーストロサンゼルスホース小隊と第3モリスヴィンヤードホース小隊が組織され、3つの消防団は常備消防が組織される1886年2月1日まで活動した。
1877年に市消防は馬を購入し、1921年7月19日まで馬を使用した消防活動が行われた。
1900年には18個の消防分署が配置され、123人の消防士と80頭の馬が働いていた。また、194個の火災警報ボックスや660の消火栓が市内全体に配置され、市の防災力も向上した。
1978年からはサンフェルナンド市にも消防・救急サービスを提供している。

## 消防局の車両
ポンプ車（Triple combination engines）
トリプルコンビネーション消防車またはトリプルと呼ばれるLAFDの一般的なポンプ車であり、トリプルとは水槽・ポンプ・ホースを示す。ほとんどのポンプ車にはクラスAフォームが搭載されている。ポンプ車はポンプ小隊またはライトフォースに配備されている。なお、第51ポンプ隊（ロサンゼルス国際空港）の車両と化学車（Foam Tender）はクラスBフォームを搭載している。
ライトフォース・タスクフォース（Light Forces / Task Forces）
LAFDにはライトフォース・タスクフォースと呼ばれる部隊が配備されており、1小隊がポンプ車とはしご車の2台に分乗して活動する。基本的に1台で活動することはなく、すべての災害に2台で出動する。ライトフォースのポンプ車のコールサインには200番台が割り当てられているため、ポンプ小隊とは車両に記入された番号で見分けることが可能。
タスクフォースはポンプ小隊とライトフォースを統合した部隊で、建物火災などの大きな火災及び事故への出動時に編成される。
ライトフォース・タスクフォースの概念はロサンゼルス暴動の際に生まれた。
救急車（Rescue Ambulances）
LAFDの救急車は「レスキュー」またはRescue Ambulancesを略した「RA」と呼ばれる。救急車の種類はポンプ車と同様に記入番号で見分けることができ、分署と同じ番号を使用する救急車（1から112）は二次救命処置の救急車である。200番台も二次救命処置救急車であるが専任隊ではなく予備または他の小隊との兼任である。一次救命措置救急車には800番台と900番台が割り当てられている。なお、特殊用途車両としてAP（Advanced Provider）と呼ばれる部隊があり、医師と連携して救急現場で高度な処置を行おうことができる。また、SRと記入された救急車を使用する部隊（Sober Unit）は病院間での緊急輸送に対応する。NR（Nurse Practitioner Response）と呼ばれる部隊は精神科への緊急搬送や集中治療を提供する。なお、SU（Support Utility）は救急車ではなく活動支援車両である（引退した救急車が使用される）。
レスキュー車（Urban Search And Rescue）
LAFDには6つのレスキュー隊が配置されており、その全てが都市型捜索救助隊のタスクフォース（CA-TF1）に登録隊員によって構成されている。車両はUS&Rと記入された3軸のカスタムボディーレスキュー車が使用されている。レスキュー隊及び都市型捜索救助隊についてはこちらを参照。US&Rは3分署、5分署、27分署、85分署、88分署、89分署に配置されている。なお、Squadと記入された似た車両もあるが、それらはレスキュー車ではなく危険物処理車両である。
クレーン車（Heavy Rescue）
LAFDの特徴的な車両の1つで、ヘビーローテーターと呼ばれる大型のクレーンレッカー車であり、重量物の持ち上げなどに使用される。3分署に1台配備されている。以前はヘビーユーティリティーと呼ばれており、56分署に配備されていた。
ヘリコプター
LAFDには空中消火救助と医療搬送が可能な6機のヘリコプターを保有しており、ヴァンナイス空港にある114分署に配置されている。FIRE1からFIRE5はAW139を採用している。FIRE6はベル206Bを採用。
消防艇
消防艇はロサンゼルス港に配置されている。石油貯蔵施設火災用の泡溶液を搭載した消防艇も存在する。

## 運用管区
LAFDはビューロー（bureaus）と呼ばれる管区が4つあり、セントラル管区、ウエスト管区、サウス管区、バレー管区に分かれている。
セントラル管区
3分署を本部としている（管区本部を分署と兼ねているのは3分署のみ）。3個大隊が所属し、21の消防分署が所属する。
ウエスト管区
3個大隊が所属
サウス管区
3個大隊が所属
バレー管区
10個大隊が所属

## ロサンゼルス市消防局が登場する作品
- LA救命最前線（2018-2021）-架空の118分署の消防士、救急隊員が描かれている。
- カリフォルニア・ダウン（2015）-航空消防隊が描かれている。
- REC:レック/ザ・クアランティン（2008）-架空のLos Angeles Fire Rescueとしてロサンゼルス市消防局が描かれている。